# Stolz und Vorurteil (2005)
Stolz und Vorurteil (Originaltitel: Pride & Prejudice) ist ein britisch-französisches Filmdrama aus dem Jahr 2005 von Regisseur Joe Wright mit Keira Knightley in der Hauptrolle. Das Drehbuch basiert auf dem Roman Stolz und Vorurteil von Jane Austen aus dem Jahr 1813. Der Film wurde von den Universal Studios veröffentlicht.

## Handlung
Im Mittelpunkt der Erzählung steht die Familie Bennet, die im späten 18. Jahrhundert im englischen Hertfordshire lebt. Die Familie besteht aus dem Ehepaar Bennet und dessen fünf Töchtern Jane, Elizabeth, Mary, Catherine, die von allen nur Kitty genannt wird, und Lydia. Mrs. Bennets einziges Bestreben ist es, ihre Töchter standesgemäß zu verheiraten, um ihre Zukunft zu sichern. Denn die Bennets haben keine Söhne und ihr Anwesen (Longbourn) wird nicht an die weiblichen Erben vermacht; es soll nach dem Tode Mr. Bennets einem entfernten Verwandten, Mr. Collins (einem anglikanischen Priester), zukommen. Die Handlung setzt ein, als die Familie über ihren neuen Nachbarn redet, einen gewissen Mr. Charles Bingley, der das schon lange leerstehende Netherfield Park gemietet hat. Begleitet wird Mr. Bingley von seiner Schwester Caroline Bingley und seinem guten Freund Mr. Fitzwilliam Darcy. Die jüngeren Töchter der Bennets träumen von einer Heirat, denn Mr. Bingley verfügt über ein relativ großes Einkommen von fünftausend Pfund im Jahr. Auch Mrs. Bennet verfolgt den Plan, eine ihrer Töchter mit dem Unbekannten zu vermählen, und so bittet sie Mr. Bennet darum, Mr. Bingley seine Aufwartung zu machen. Dieser sträubt sich scheinbar zwar erst, verkündet aber hinterher stolz: „Ich war schon da!“
Der Ball in Meryton Town Hall
Das erste Treffen der ganzen Familie Bennet mit Mr. Bingley erfolgt bei einem Ball in Meryton, einem nahegelegenen Dorf, in das später das Regiment einzieht. Der Bürgermeister Sir Lucas ist der Gastgeber und ebenfalls ein Nachbar der Bennets. Seine Familie und er bewohnen das Anwesen Lucas Lodge. Er hat eine Tochter namens Charlotte, die in etwa im Alter der beiden ältesten Töchter der Bennets, Jane und Elizabeth, ist und vor allem mit Elizabeth eine enge Freundschaft pflegt. Vor dem Eintreffen Mr. Bingleys wird die Einstellung der beiden Schwestern zur Heirat deutlich. Die sehr schöne Jane, die sich eine Heirat aus Liebe wünscht, ist allerdings eher von schüchterner und ruhiger Natur. Für Elizabeth kommt ebenfalls nur eine Liebesheirat in Frage, allerdings zweifelt sie daran, die wahre Liebe jemals zu finden. Sie ist skeptischer und sieht die Welt realistischer als Jane. Dennoch verbindet die beiden Schwestern eine tiefe Freundschaft.
Mr. Bingley betritt den Tanzsaal mit seiner Schwester und Mr. Darcy. Elizabeth, aus deren Blickwinkel hauptsächlich erzählt wird, wird von Charlotte Lucas genauestens über die Neuankömmlinge unterrichtet. Da sie die Tochter des ansässigen Bürgermeisters ist, ist sie bestens informiert. Während Jane sofort von Mr. Bingley in den Bann gezogen wird, fragt Elizabeth Charlotte, welcher der beiden Männer nun Mr. Bingley ist. Sie weist Charlotte auch darauf hin, dass der „arme“ Mann neben Mr. Bingley deprimiert aussieht. Er wirke außerdem hochmütig. Charlotte berichtet, dass er vielleicht deprimiert sein mag, allerdings keinesfalls arm, da er über ein Einkommen von zehntausend Pfund im Jahr verfüge.
Schon bald nach der Ankunft fordert Mr. Bingley Jane zum Tanz auf und es wird schnell klar, dass die beiden Interesse aneinander haben. Mr. Bingley tritt freundlich und offenherzig, aber ebenfalls ein wenig schüchtern auf. Elizabeth glaubt, dass er der ideale Partner für ihre Schwester ist.
Ihre eigenen vorsichtigen Annäherungsversuche werden sofort abgewiesen und Mr. Darcy zeigt ihr nur die kalte Schulter. Etwas später belauscht sie mit Charlotte ein Gespräch zwischen Mr. Bingley und Mr. Darcy, in dem Ersterer seine Bewunderung für Jane ausdrückt und Darcy auf ihre Schwester aufmerksam macht. Dieser kann allerdings wohl kein Gefallen an Elizabeth finden und beschreibt sie als „… ganz passabel … nicht schön genug, um mich zu reizen“. Davon lässt sie sich allerdings nicht einschüchtern, sie zahlt ihm vielmehr seine Hochmütigkeit zurück. Nach einem geschliffenen Dialog lässt sie ihn stehen und verlässt den Tanzsaal.
Netherfield Hall
Am nächsten Tag erhält Jane aus Netherfield eine Einladung zum Dinner. Doch Mrs. Bennet verweigert ihrer Tochter die Kutsche, sodass Jane den Weg zu Pferd zurücklegen muss. Dahinter steckt ein Plan, denn Mrs. Bennet ist davon ausgegangen, dass es später regnen würde, was einen nächtlichen Aufenthalt Janes in Netherfield herbeiführen sollte. Von einem Regenschauer durchnässt, erkältet diese sich allerdings und schreibt am nächsten Morgen nach Hause. Elizabeth, über die Dreistigkeit ihrer Mutter erzürnt und um die Gesundheit ihrer Schwester besorgt, eilt sofort zu Fuß zu Jane.
In Netherfield Hall begegnet sie sowohl Mr. Darcy als auch Mr. Bingley und seiner Schwester wieder. Sie erkennt dessen aufrichtige Liebe und Fürsorge zu ihrer Schwester und freut sich für das Paar, dessen Zuneigung immer offensichtlicher wird. In Mr. Darcy weckt sie plötzlich unbewusst den Wunsch, sie näher kennenzulernen. Er bemerkt, dass Elizabeth hinter ihrem ansprechenden Äußeren einen wachen Geist und wahre Klugheit verbirgt. Seine Faszination stört jedoch Mr. Bingleys Schwester Caroline, die selbst heimlich ein Auge auf den gutaussehenden Freund ihres Bruders geworfen hat. Sie fühlt sich von der niederen Gesellschaft, die die Bennets in ihren Augen darstellen, gestört und versucht die beiden Schwestern in den Augen der Männer herabzusetzen, was ihr allerdings nicht gelingt.
Bei der Abfahrt der beiden Frauen kommt es zum ersten Mal zu einem engeren Kontakt zwischen Mr. Darcy und Elizabeth, als er ihr in die Kutsche hilft und dabei ihre Hand ergreift.
Mr. Collins und Mr. Wickham
Am nächsten Tag kommt Mr. Collins, der Erbe des Bennetschen Familienbesitzes, seine Verwandten besuchen. Er macht schnell deutlich, dass er plant, eine seiner Cousinen zu ehelichen, um so das Erbe in der Familie zu halten, wovon Mrs. Bennet begeistert ist. Als er ihr jedoch kundtut, an Jane interessiert zu sein, verweist sie auf eine baldige Verlobung und bittet ihn, sich doch mit Elizabeth anzufreunden. Er scheint nicht begeistert, stimmt jedoch zu. Schnell wird klar, dass Mr. Collins ein sehr egoistischer, salbungsvoller Mann von eher mäßigem Verstand ist und Elizabeth ist sich sicher, dass er niemals einen angemessenen Partner für sie abgeben könnte.
Am folgenden Tag suchen die Töchter der Familie Bennet zusammen mit Charlotte Lucas die Stadt Meryton auf, in der gerade ein Regiment stationiert ist. Vor allem die jüngeren Töchter Lydia und Kitty sind von der Aussicht auf Offiziere und mögliche zukünftige Ehemänner begeistert. Beim Spaziergang durch die Stadt lernt Elizabeth den Offizier George Wickham kennen, der sie offenbar anzieht. Sie ist von seiner freundlichen, offenen Art fasziniert.
Auf dem Rückweg nach Longbourn begleitet sie Wickham. Die kleine Gruppe trifft auf Mr. Darcy und Mr. Bingley, der auf dem Weg nach Longbourn ist, um eine Einladung für einen anstehenden Ball in Netherfield auszusprechen. Als jedoch Mr. Darcy Mr. Wickham erblickt, wechselt die freundschaftliche Stimmung und Darcy flieht überstürzt und ohne sich zu verabschieden. Elizabeth forscht bei Wickham nach, wie es zu diesem Zerwürfnis kommen konnte. Wickhams Version lautet wie folgt: Er und Darcy seien zusammen in Pemberley, dem Anwesen der Familie Darcy in Derbyshire, aufgewachsen, da sein Vater Gutsverwalter der Familie Darcy war. Darcys Vater liebte Wickham wie einen Sohn und wusste, dass er einmal in den Dienst der Kirche treten wollte. Auf dem Sterbebett trug er seinem Sohn auf, Wickham die Pfarrei auf dem Gutsbesitz zu übertragen, doch nach dem Tod des Vaters ignorierte Darcy den Wunsch und gab die Pfarrstelle einem anderen, weil er, so Wickham, nicht ertragen konnte, dass sein Vater den Sohn des Gutsverwalter seinem eigenen Sohn vorzog. Wickham endete als armer Infanterist bei der Armee. Elizabeth ist bestürzt und völlig von Wickham eingenommen. Gegen Mr. Darcy hegt sie nun einen noch tieferen Groll.
Der Ball auf Netherfield
Auf dem bald darauf stattfindenden Ball in Netherfield weicht Mr. Collins Elizabeth zu deren Leidwesen nicht von der Seite und macht damit sein Anliegen nur allzu deutlich – für alle, außer Elizabeth. Jane und Mr. Bingley sind ein Herz und eine Seele, niemand zweifelt an einer baldigen Verlobung.
Elizabeth ist wie vor den Kopf gestoßen, als Mr. Darcy sie zum Tanz auffordert. Nicht nur, dass sie sich geschworen hat, den Mann zu hassen, der Wickhams Zukunft zerstört hat, sie kann sich auch nicht erklären, weshalb Darcy plötzlich an ihr Gefallen findet. Während des Tanzes geraten die beiden aneinander, da Elizabeth ihn auf den Streit mit Wickham anspricht, er jedoch nicht bereit ist, sich zu erklären. Trotz ihrer offenen Abneigung können sich beide der Faszination und der hypnotisierenden Wirkung des anderen nicht entziehen.
Zwei Heiratsanträge
Am folgenden Morgen macht Mr. Collins Elizabeth am Esstisch einen Heiratsantrag, den diese rundweg ablehnt. Mrs. Bennet ist entsetzt, hat sie doch fest mit der Sicherung des Erbes durch Elizabeth und deren Heirat gerechnet. Sie schaltet ihren Gatten ein, er möge noch einmal mit seiner Tochter reden. Sollte sie sich weigern, wolle Mrs. Bennet sie nie wiedersehen. Mr. Bennet macht allerdings deutlich, dass er sie nie wiedersehen wolle, wenn sie den Antrag annimmt, und stellt sich hinter seine Tochter.
Zur selben Zeit erhält Jane einen Brief aus Netherfield, der all ihre Hoffnungen zerstört. Die Bingleys reisen noch am selben Tag ab, ohne Aussicht auf eine Rückkehr. Jane wird von Elizabeth dazu überredet, in das nahegelegene London zu fahren und ihre Tante und ihren Onkel, Mr. und Mrs. Gardiner, zu besuchen, in der Hoffnung, Mr. Bingley dort wiederzusehen. Elizabeth glaubt, dass die Bingleys nur auf Betreiben der Schwester abgereist sind, um den Bruder aus Janes Umgebung zu reißen. Sie beschwört ihre Schwester nicht aufzugeben, obwohl Jane versichert, Caroline so etwas niemals zuzutrauen. Elizabeth weist sie allerdings darauf hin, dass es Janes Wesen widerspreche, überhaupt jemandem etwas Böses zuzutrauen.
Kurz nach Janes Abreise verlässt auch Mr. Wickham Meryton, da er in den Norden versetzt worden ist. Elizabeths Hoffnungen auf eine mögliche Verlobung oder Heirat müssen begraben werden. Die Tage werden lang für Elizabeth. Einige Zeit später kommt Charlotte Lucas nach Longbourn, um Elizabeth von ihrer Verlobung mit Mr. Collins zu berichten. Anders als Mrs. Bennet, die der Familie Lucas unterstellt, nur an dem Erbe interessiert zu sein, ist Elizabeth geschockt zu hören, dass Charlotte Mr. Collins heiraten will. Auf Elizabeths Unverständnis wegen des Verzichts auf eine Liebesheirat ihrer Freundin erläutert Charlotte, dass sie mit einem Alter von 27 Jahren ihren Eltern bereits zur Last falle und künftig durch Mr. Collins abgesichert sei.
Rosings und der dritte Heiratsantrag
Nach Charlottes Hochzeit und deren Weggang nach Rosings, wo Mr. Collins eine Pfarrei besitzt, bleibt Elizabeth allein in Longbourn zurück. Deshalb nimmt sie das Angebot der neuen Mrs. Collins, sie zu besuchen, nur zu gerne an. In Rosings stellt sie fest, dass die Gönnerin der Collins’, Lady Catherine de Bourgh, Mr. Darcys Tante ist. Sie trifft Darcy bei einem Dinner auf Rosings wieder und erneut kann er sein Interesse an ihr nicht verbergen. Darcy ist in Begleitung seines Cousins Colonel Fitzwilliam.
Am nächsten Tag findet ein Gottesdienst statt und Elizabeth erfährt von Colonel Fitzwilliam, dass Darcy vor kurzer Zeit einen Freund vor einer unpassenden Heirat bewahrt hat. Der Name des Freundes: Charles Bingley. Elizabeth ist empört darüber, dass er die Liebe des jungen Paares zerstört und ihre Schwester ins Unglück gestürzt hat. Sie stürmt aus der Kirche in den Regen und als sie an einem Tempel Halt macht, ist sie überrascht zu sehen, dass Darcy ihr gefolgt ist. Noch überraschter ist sie, als er ihr seine Liebe gesteht und ihr einen Heiratsantrag macht. Doch sie lehnt entschieden und brüskiert ab. Auf seine Nachfrage, warum sie seinen Antrag denn auf so wenig höfliche Weise ablehnt, erwidert sie, dass er seinen Antrag sehr beleidigend gestellt hat, da er sie dabei auf ihre niedrige Herkunft hinwies und ihr auch sagte, dass er sie entgegen seinem besseren Wissen liebe. Sie fügt allerdings hinzu, dass sie auch noch andere Gründe habe und die beiden beginnen, sich leidenschaftlich über Bingley, Jane und Wickham zu streiten. Elizabeth lässt ihn auch wissen, dass er der letzte Mann sei, den zu heiraten sie sich jemals bereit erklären würde.
Kurze Zeit später erhält Elizabeth einen Brief von Darcy, in dem er ihr seine Beweggründe und die wahren Sachverhalte eröffnet: Wickham verlangte nach dem Tode des alten Mr. Darcy die Auszahlung des Erbes und nicht die Pfarrei als solche. Darcy gab ihm das Geld und ließ ihn ziehen. Nachdem Wickham jedoch alles verspielt und mehr Geld gefordert hatte, lehnte er ab. Einige Zeit später kam Wickham zurück zur Familie und erklärte seine leidenschaftliche Liebe zu Georgiana, Darcys jüngerer Schwester, die damals gerade 15 war. Er versuchte sie zu überreden, mit ihm zusammen wegzulaufen. Als ihm jedoch klargemacht wurde, dass er von Georgianas Erbe, das sich auf 30.000 Pfund beläuft, auf diese Weise nie etwas sehen würde, verschwand er ohne Abschied.
Jane und Bingley trennte Darcy aus dem scheinbar einfachen Grund, dass er die Liebe, die sein Freund investierte, nicht erwidert sah. Er glaubte, dass Bingley Jane gleichgültig sei, was er ihr allerdings auch schon bei ihrem Gespräch im Regen offenbart hatte. Er schreibt auch, dass es die Gründe eines Freundes gewesen seien. Nach der Lektüre des Briefes beginnt Elizabeth langsam, ihren Hass zu vergessen und Darcy in einem anderen Licht zu sehen.
Derbyshire und der Fehltritt Lydias
Bei ihrer Heimkehr nach Longbourn trifft sie ihren Onkel und ihre Tante aus London, die Jane nach Hause gebracht haben. Elizabeth wird aufgefordert, auf eine Reise in die Berge mitzukommen. Gleichzeitig erfährt die Familie, dass Lydia von einem befreundeten Ehepaar nach Brighton eingeladen wurde, wo sich auch viele Offiziere aufhalten. Elizabeth sieht darin die Gefahr, dass Lydia entführt werden könnte, doch werden die Bedenken von ihrer Mutter in den Wind geschlagen.

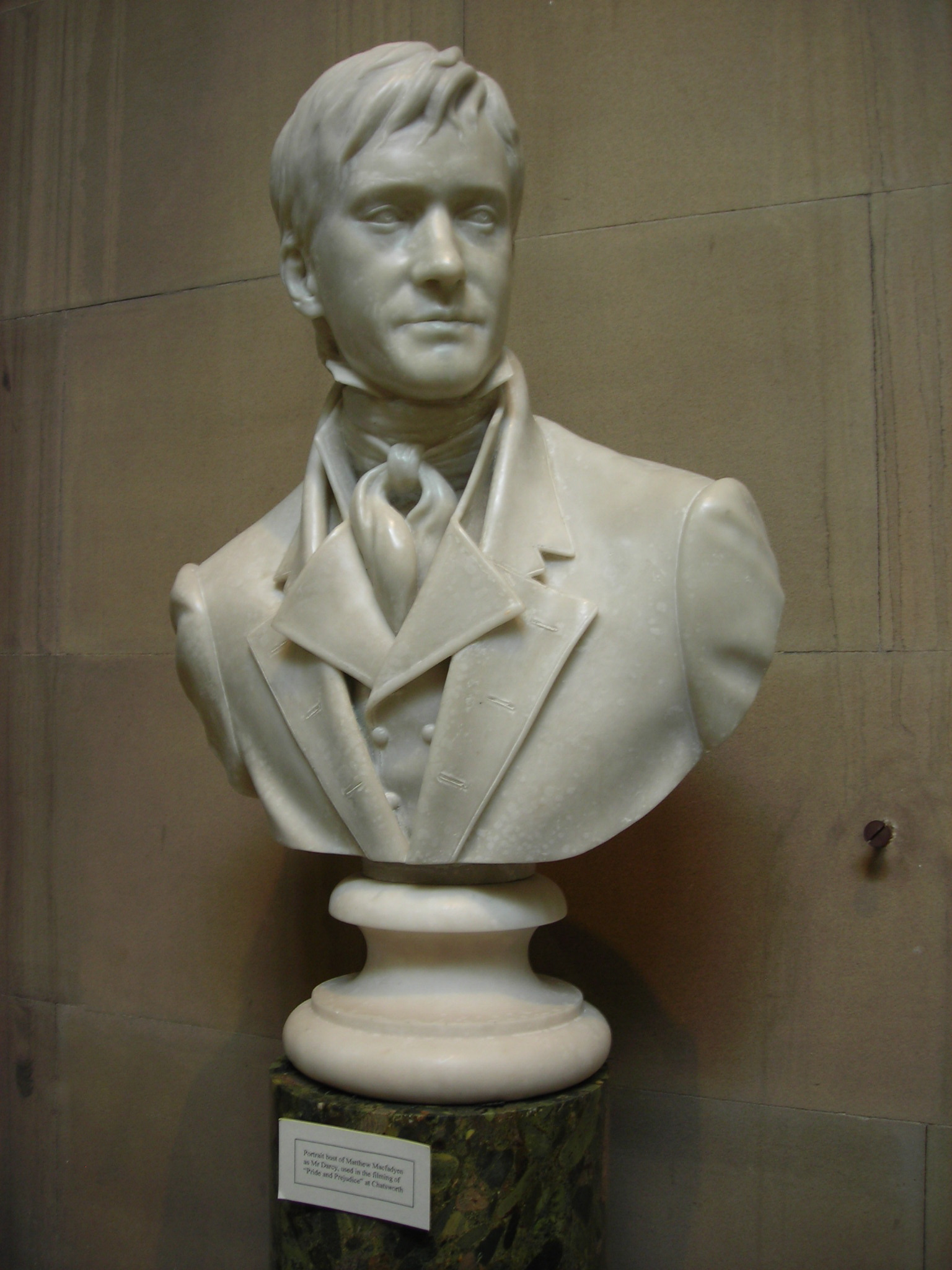
Büste von Mr. Darcy in Pemberley

Auf Elizabeths Reise mit Mr. und Mrs. Gardiner besuchen sie im Vorbeifahren Darcys Familienanwesen Pemberley. Ihnen wurde davor versichert, dass der Hausherr noch auf Reisen sei und sie ihn nicht antreffen würden. Elizabeth ist von der Ehrwürdigkeit und der kühlen Eleganz des Guts beeindruckt und vor allem auch von den Erzählungen der Haushälterin Mrs. Reynolds, die ihren Herren als sehr gütig beschreibt. Elizabeth erkennt mehr und mehr, dass sie sich in Mr. Darcy getäuscht hat. Sie wird sich langsam darüber klar, dass in ihr mehr als nur pure Reue schlummert, und stellt fest, dass sie auf dem besten Weg ist, sich in Mr. Darcy zu verlieben, vor allem, als sie unerwartet den Hausbesitzer und dessen Schwester treffen. Elizabeth und ihre Verwandten werden eingeladen, noch ein, zwei Tage länger in Derbyshire zu bleiben. Das zarte Band, das sich während dieser Zeit zwischen Elizabeth und Mr. Darcy entwickelt, wird jedoch jäh zerschnitten, als sie ein Brief von Jane erreicht, in dem sie berichtet, dass Lydia von Brighton aus mit Mr. Wickham durchgebrannt ist. Darcy ist bei Elizabeth, als sie der Brief erreicht, und in ihrem aufgewühlten Zustand erzählt sie ihm von ihrem Unglück. Die Schande, die dadurch über die Familie kommt, scheint ein weiteres Fortbestehen der Verbindung zwischen den Liebenden unmöglich zu machen und Elizabeth und die Gardiners reisen ab. Was Elizabeth jedoch nicht ahnt: Mr. Darcy reitet geradewegs nach London, um dort Lydia und Wickham ausfindig zu machen, die Heirat zwischen den beiden zu finanzieren und damit den Schaden zu begrenzen, den Lydia angerichtet hat.
Als das frischvermählte Paar Longbourn besucht, rutscht Lydia Elizabeth gegenüber jedoch Darcys Anteil an der Hochzeit heraus und Elizabeth erkennt, wie viel er für die Familie getan hat. Gleichzeitig ist es auch das nächste Treffen zwischen Elizabeth und Wickham. Sie hat für ihn jedoch nicht mehr als einen kalten Blick übrig. Als wenige Tage später Darcy mit Bingley nach Netherfield zurückkehrt, keimen zwischen Jane und Mr. Bingley erneut Gefühle auf. Er macht ihr einige Tage später auf Darcys Rat hin einen Heiratsantrag und während die Familie sich mit dem neuen Schwiegersohn in spe freut, verlassen Darcy und Elizabeth getrennt das Haus. Sie spüren, dass die Möglichkeiten einer ähnlichen Freude verspielt sind, da beide von dem anderen denken, er sei an einer Verbindung nicht mehr interessiert.
Lady Catherines Besuch und der Morgenspaziergang
In der Nacht erscheint Lady Catherine de Bourgh in Longbourn; sie weckt die Bennets auf, denn sie müsse unbedingt mit Elizabeth sprechen. Sie fragt, was es mit den Gerüchten, dass sie und Mr. Darcy verlobt seien, auf sich habe. Sie wirft ihr vor, sich in Dinge einzumischen, die sie nicht verstehe, und erklärt, Mr. Darcy sei längst mit ihrer Tochter verlobt. Sie beschimpft Elizabeth und deren niedere Herkunft. Elizabeth selbst kann nicht verhehlen, dass eine Verlobung zwischen ihnen nicht existiert, doch sie verweigert das Versprechen, auf eine solche Verbindung zu verzichten. Sie fordert Lady Catherine auf zu gehen und zieht sich in ihr Zimmer zurück. Da sie keinen Schlaf finden kann, steht sie schon im Morgengrauen auf, um spazieren zu gehen. Dabei trifft sie Mr. Darcy, der ihr entgegenkommt, und er gesteht ihr erneut seine Liebe. Der Besuch seiner Tante habe in ihm, entgegen Elizabeths Erwartungen, neue Hoffnung geweckt, da Elizabeth ihr gegenüber vehement ablehnte, zu versprechen, Darcy nie zu heiraten. Darcy hält bei ihrem Vater um ihre Hand an, welcher ihm zwar seine Zustimmung gibt, falls Elizabeth sicher einverstanden sei, allerdings bittet er Darcy darum, Elizabeth zu ihm zu schicken. Er nimmt seine Tochter ins Gebet, kann er doch nicht verstehen, wo deren plötzliche Zuneigung herkommt. Sie versichert ihm glücksstrahlend ihre nach der Fehleinschätzung gestärkte Liebe zu Mr. Darcy und erklärt ihm, wie viel dieser schon für ihre Familie getan habe, was ihren Vater überzeugt. Er erklärt Elizabeth, dass er sie nie jemandem anvertraut hätte, der weniger würdig wäre. Elizabeth dankt ihm für die Erlaubnis zur Heirat und beide vergießen einige Freudentränen.
Alternatives Ende der US-Fassung
Für die US-Fassung des Films wurde noch ein alternatives Ende gedreht, in dem die verheiratete Lizzy und Mr. Darcy nach ihrem Umzug nach Pemberley gezeigt werden. In der Szene necken und liebkosen sie sich und legen fest, mit welchen Spitz- und Kosenamen Darcy sie ansprechen darf.

## Hintergründe

### Drehorte

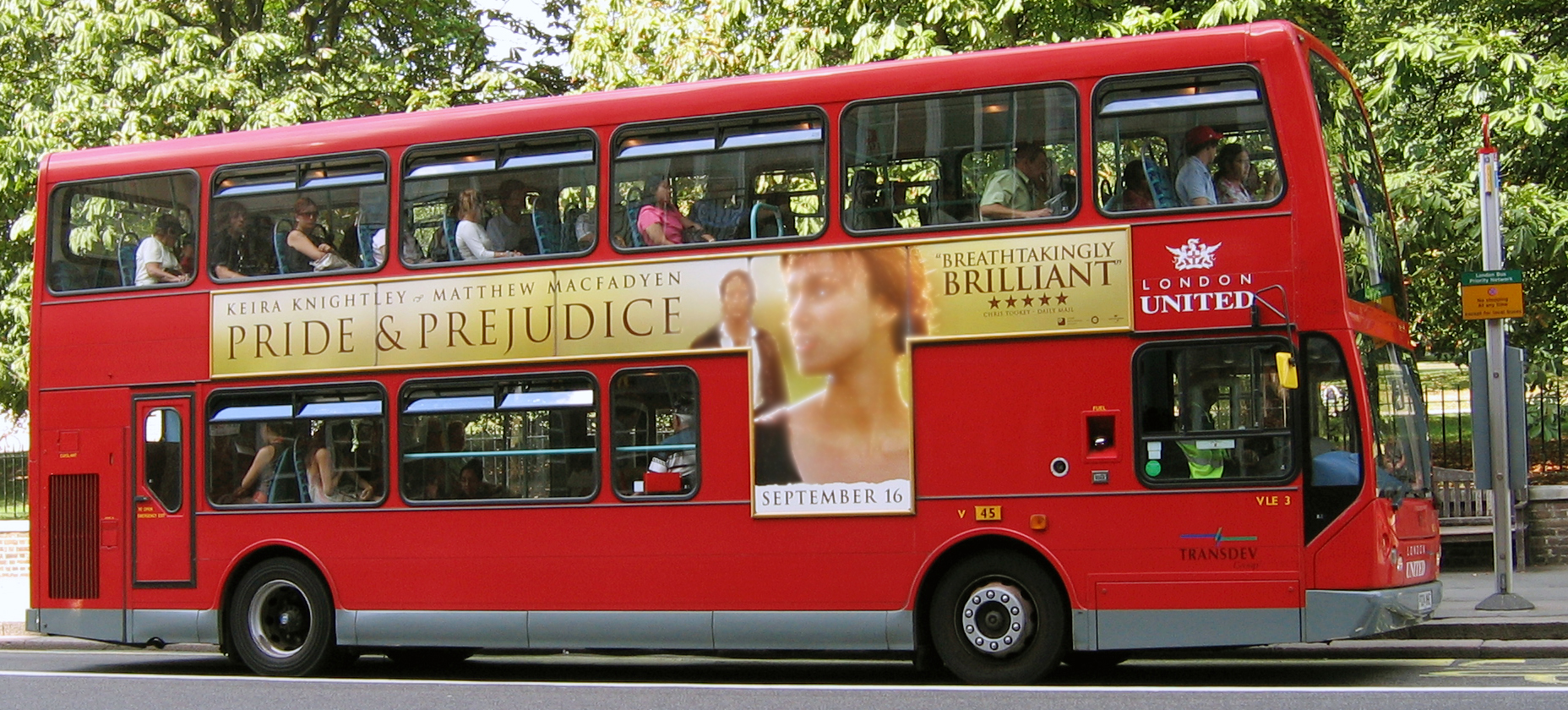
Londoner Bus mit Werbung für den Film

Stolz und Vorurteil wurde in England gedreht.
Auf dem Bonusmaterial der DVD lassen sich Informationen zu allen wichtigen Drehorten entnehmen.
Der Drehort für Pemberley, Mr. Darcys Haus, war Chatsworth House in Derbyshire in den East Midlands. Die Wahl fiel laut Joe Wright auf Chatsworth House, da dieses nicht nur groß, sondern auch schön sei. Simon Seligman, der zum Chatsworth House Trust gehört, erzählte, dass Chatsworth im Jahr 1690 für den ersten Herzog von Devonshire gebaut und bis Anfang des 19. Jahrhunderts nicht verändert wurde. Erst der sechste Herzog von Devonshire veränderte Chatsworth, indem er beispielsweise noch einen Flügel anbaute, in dem auch die Skulpturengalerie zu finden ist, in der Darcys und Georgianas Büsten bei Lizzys Besuch in Pemberley zu sehen sind.
Paul Webster, Produzent, erläuterte, dass nicht alle Szenen in Chatsworth gedreht werden konnten, da es eines der meistbesuchten Häuser des Landes ist und man es sich nicht hätte leisten können, den Betrieb einzustellen. So wurden einige Aufnahmen in Wilton House, Wiltshire, gedreht. Beispielsweise die Szene, in der Lizzy durch Pemberley läuft und auf Darcy und Georgiana trifft. Die Flure und Korridore wurden Anfang des 19. Jahrhunderts von James Wyatt entworfen und haben sich bis heute kaum verändert.
Als Schloss von Lady Catherine de Bourgh, Rosings, diente Burghley House in Lincolnshire. Joe Wright bestätigte, dass sie für Rosings etwas „Altes, Reiches, Schweres“ suchten. An dem Anwesen sei nichts Leichtes. Erbaut wurde Burghley von William Cecil, 1. Baron Burghley, dem wichtigsten Minister von Königin Elizabeth I. Als Landschaftspark von Rosings diente der Park von Stourhead mit der dort befindlichen mehrbogigen Brücke und dem Apollo-Tempel, in dem Mr. Darcy regendurchnässt auf Lizzie trifft und ihr den ersten Heiratsantrag macht.
Basildon Park in Berkshire, Südengland, war das von Mr. Bingley vorübergehend gepachtete Netherfield. Der Produzent Paul Webster war der Ansicht, dass das Anwesen eine gewisse Kälte an sich habe, was gut zu Netherfield passen würde, denn da die Bingleys nur zur Miete dort wohnten, sollte es sich nicht heimisch anfühlen. Joe Wright, der Regisseur, erwähnte außerdem, dass das Anwesen für die damalige Zeit modern erscheinen und im Kontrast zu dem Anwesen der Familie Bennet stehen sollte. An den Wänden der Räume Basildon Parks durfte nichts befestigt werden, so wurden nur Attrappen aufgestellt, wenn etwas am Raum verändert werden sollte.
Groombridge Place in Kent war Schauplatz von Longbourn, dem Haus der Familie Bennet. Das Haus, wie man es heute kennt, wurde im 17. Jahrhundert erbaut und ist ein Herrenhaus, was von einem Wassergraben umgeben ist. Es handelt sich bei dem Anwesen um ein Nationaldenkmal und es steht unter Denkmalschutz. Roly Rickcord, der Regisseur für Groombridge Place, äußerte, dass das Haus sich seit 300 Jahren nicht verändert habe und somit perfekt in die Zeit passte. Joe Wright ergänzte, dass auch der Wassergraben sehr ausschlaggebend für ihn war, da ihm die Idee der fünf Jungfrauen auf einer Art Insel gut gefallen habe. Einige Straßenzüge der Stadt Stamford in Lincolnshire lieferten die Kulissen für die Szenen in Meryton. Die Szene, in der Lizzie auf einem Felsen über einem Geländeabbruch steht, wurde in Stanage Edge im Peak-District-Nationalpark gedreht.

### Produktion
Emma Thompson, die den Golden Globe für das beste Drehbuch und den Oscar für das beste adaptierte Drehbuch für den Film „Sense and Sensibility“ erhielt, überarbeitete das Drehbuch. Zwei Szenen des Films stammen aus ihrer Feder, und zwar die Beichte von Charlotte Lucas, als sie Elizabeth von ihrer Verlobung erzählt, und Elizabeths Versuch, Mr. und Mrs. Gardiner und Mr. Darcy von Lydias Flucht mit Wickham zu berichten. Dem Regisseur zufolge war es Thompsons Idee, Knightley in den Raum hinein- und wieder hinausstürzen zu lassen.
Für die US-Fassung wurde ein alternatives Ende gedreht. In der zusätzlichen Szene, die sich an das eigentliche Ende der europäischen Fassung anschließt, sieht man noch einmal Elizabeth und Mr. Darcy am Abend im Freien sitzen und sich küssen. Das alternative Ende findet sich als Bonus-Material auch auf der deutschen DVD-Ausgabe. Die Produktionskosten betrugen laut Schätzungen 28 Millionen US-Dollar. Das Einspielergebnis in den US-Kinos betrug rund 38,4 Millionen und in den übrigen Ländern rund 82,7 Millionen US-Dollar.

### Szenen
Die Szene im Speisesaal in Rosings, in der Elizabeth von Lady Catherine über ihre Familie ausgefragt wird, war die erste, die abgedreht wurde, das Gespräch zwischen Wickham und Elizabeth unter dem Baum am Fluss die letzte. Die Anfangssequenz des Films zeigt Elizabeth, die lesend durch die Landschaft geht. Der Titel des Buches ist „First Impressions“ („Erste Eindrücke“), der Arbeitstitel, unter dem Jane Austen „Stolz und Vorurteil“ verfasste. Die Szene mit dem Heiratsantrag von Mr. Bingley war kürzer geplant. Das Schauspiel von Simon Woods sorgte dafür, dass sie spontan verlängert wurde.

### Schauspieler
Die Rollen der Bennet-Schwestern wurden von Rosamund Pike als Jane Bennet, Keira Knightley als Elizabeth Bennet, Talulah Riley als Mary Bennet, Carey Mulligan als Kitty Bennet und Jena Malone als Lydia Bennet verkörpert. Jena Malone, die Lydia Bennet verkörperte, ist tatsächlich älter als Keira Knightley, die Elizabeth spielt. Die Rolle der Elizabeth war Keira Knightley wohl nicht sicher, wie sie in einem Interview mit Graham Norton am 24. Januar 2014 in seiner Talkshow verriet. Der Regisseur hielt sie zunächst für „zu hübsch“, um Elizabeth zu verkörpern. Nachdem er sie kennenlernte, sagte er ihr allerdings, dass dies doch nicht der Fall sei und so bekam sie die Rolle schließlich doch. Stolz und Vorurteil war Talulah Riley und Carey Mulligans erster Film.
Rosamund Pike war die erste Wahl des Regisseurs Joe Wright für die Rolle der Jane Bennet. Sie lehnte dafür die Rolle der Rita Kimmkorn in „Harry Potter und der Feuerkelch“ ab. Rosamund Pike und Simon Woods, der Mr. Charles Bingley darstellte, hatten im Vorfeld des Films eine Beziehung, die allerdings beendet war. Der Regisseur Joe Wright meinte, er habe nach der Wahl von Simon Woods Rosamund Pike angerufen und sie gefragt, ob die Besetzung ein Problem darstelle, was sie verneinte. Die beiden hatten sich zwei Jahre nicht gesehen und am folgenden Tag tanzten sie miteinander. Zu dem Zeitpunkt des Filmdrehs war Rosamund Pike mit dem Regisseur liiert.
Die fünf Darstellerinnen der Bennet-Schwestern und Tom Hollander, der Mr. Collins spielt, fanden sich früher als der Rest der Crew am Drehort des Bennetschen Hauses in Kent ein und machten sich mit dem Haus und untereinander vertraut. Sie spielten, um die Räumlichkeiten besser kennenzulernen, Verstecken und „Räuber und Gendarm“. George Wickham wurde von Rupert Friend dargestellt. Er und Keira Knightley lernten sich beim Dreh kennen und waren bis Anfang 2011 liiert.
Matthew Macfadyen spielte Mr. Fitzwilliam Darcy. Macfayden sieht allerdings nicht sonderlich gut. Beim Dreh der Szene im Nebel ganz am Ende des Films stand Joe Wright hinter der Kamera und winkte mit einer roten Flagge, um dem Schauspieler die Richtung zu weisen.
Laut Regisseur spielte Tamzin Merchant, die Darcys Schwester Georgiana darstellte, selbst Klavier.
Donald Sutherland und Brenda Blethyn spielten Mr. und Mrs. Bennet. Sutherland erinnerte Regisseur Joe Wright an seinen eigenen Vater und war deshalb erste Wahl.
Für die Rolle der Lady Catherine de Bourgh war Judi Dench Joe Wrights erste Wahl.

## Musik
Die Filmmusik für Stolz und Vorurteil wurde von dem Italiener Dario Marianelli u. a. unter Verwendung von Themen des englischen Barockkomponisten Henry Purcell und inspiriert von frühen Sonaten von Ludwig van Beethoven komponiert, von Jean-Yves Thibaudet und dem English Chamber Orchestra eingespielt und von Benjamin Wallfisch dirigiert.
| Nr. | Titel                              | Interpret                                                       |
| --- | ---------------------------------- | --------------------------------------------------------------- |
| 1.  | Dawn                               | Dario Marianelli, Jean-Yves Thibaudet                           |
| 2.  | Stars and Butterflies              | Dario Marianelli, Jean-Yves Thibaudet                           |
| 3.  | The Living Sculptures of Pemberley | Dario Marianelli, English Chamber Orchestra, Benjamin Wallfisch |
| 4.  | Meryton Townhall                   | Dario Marianelli, Jean-Yves Thibaudet                           |
| 5.  | The Militia Marches In             | Dario Marianelli, Jean-Yves Thibaudet                           |
| 6.  | Georgiana                          | Dario Marianelli, English Chamber Orchestra, Benjamin Wallfisch |
| 7.  | Arrival to Netherfield             | Dario Marianelli, Jean-Yves Thibaudet                           |
| 8.  | A Postcard to Henry Purcell        | Dario Marianelli, Jean-Yves Thibaudet                           |
| 9.  | Liz On Top Of The World            | Dario Marianelli, Jean-Yves Thibaudet                           |
| 10. | Leaving Netherfield                | Dario Marianelli, Jean-Yves Thibaudet                           |
| 11. | Another Dance                      | Dario Marianelli, Jean-Yves Thibaudet                           |
| 12. | The Secret Life of Daydreams       | Dario Marianelli, Jean-Yves Thibaudet                           |
| 13. | Darcy’s Letter                     | Dario Marianelli, English Chamber Orchestra, Benjamin Wallfisch |
| 14. | Can’t Slow Down                    | Dario Marianelli, Jean-Yves Thibaudet                           |
| 15. | Your Hands Are Cold                | Dario Marianelli, Jean-Yves Thibaudet                           |
| 16. | Mrs Darcy                          | Dario Marianelli, English Chamber Orchestra, Benjamin Wallfisch |
| 17. | End Credits                        | Dario Marianelli, Jean-Yves Thibaudet                           |

## Synchronisation
Die deutschsprachige Synchronisation erfolgte durch die Interopa Film nach einem Dialogbuch von Alexander Löwe und unter der Dialogregie von Marianne Groß.
| Rolle                    | Schauspieler      | Synchronsprecher  |
| ------------------------ | ----------------- | ----------------- |
| Elizabeth Bennet         | Keira Knightley   | Dascha Lehmann    |
| Mr. Darcy                | Matthew Macfadyen | Benjamin Völz     |
| Mrs. Bennet              | Brenda Blethyn    | Helga Sasse       |
| Mr. Bennet               | Donald Sutherland | Gunter Schoß      |
| Jane Bennet              | Rosamund Pike     | Ranja Bonalana    |
| Lydia Bennet             | Jena Malone       | Berenice Weichert |
| Mary Bennet              | Talulah Riley     | Nana Spier        |
| Kitty Bennet             | Carey Mulligan    | Sarah Riedel      |
| Charlotte Lucas          | Claudie Blakley   | Gundi Eberhard    |
| Charles Bingley          | Simon Woods       | Timmo Niesner     |
| Caroline Bingley         | Kelly Reilly      | Antje von der Ahe |
| Mr. Wickham              | Rupert Friend     | Viktor Neumann    |
| Lady Catherine de Bourgh | Judi Dench        | Gisela Fritsch    |
| Mr. Collins              | Tom Hollander     | Jaron Löwenberg   |
| Georgiana Darcy          | Tamzin Merchant   | Ghadah Al-Akel    |

## Unterschiede zum Roman
Es gibt einige Unterschiede zur Romanvorlage. Zunächst war geplant, sich für den Film noch genauer an der Romanvorlage zu orientieren, allerdings erschien dies dem Regisseur Joe Wright teils zu gestellt, und die Dialoge wurden an ein moderneres Publikum angepasst. Wie auch im Roman wird hauptsächlich aus Lizzys Sicht erzählt. Einige Handlungsstränge konnten nicht tiefer behandelt werden, da es sich hier um einen 127-minütigen Film handelt. Bei der vorigen Verfilmung Stolz und Vorurteil (1995) handelt es sich um eine Miniserie, sodass mehr vom Originalmaterial verwendet werden konnte.
Einen der größten Unterschiede stellt die Zeit dar, in der die Handlung spielt. Der Roman spielt im Jahr 1813 und die Verfilmung im Jahr 1790. Regisseur Joe Wright entschied sich dazu, da ihm der Empire-Linien-Stil der Kleider der Damen in der Regency-Epoche nicht gefiel, er wollte etwas Natürlicheres.
Auch der Stand der Bennet-Familie wurde in der Verfilmung deutlich schlechter dargestellt, als dies im Roman der Fall ist. Zwar haben sie nicht viel Geld, dennoch haben sie ein beschauliches Anwesen und genießen einen gewissen Status in der Gesellschaft. Im Film leben sie sehr ländlich und tragen nur einfache Kleidung. Mr. Bennet wird im Roman deutlich beherrschter beschrieben, als er es in der Verfilmung zu sein scheint. Im Roman ist ihm vieles gleichgültig, und er ist nicht ansatzweise so liebevoll wie im Film. Auch Mrs. Bennet und Lydia sind trotz ihrer aufdringlichen, lästigen Art in der Verfilmung liebenswürdiger als im Roman. Im Roman erkennt man kaum gute Seiten an ihnen.
Im Roman hat Bingley zwei Schwestern, Caroline Bingley, die auch in der Verfilmung vorkommt, und eine ältere Schwester namens Louisa Hurst. Im Roman erscheint er mit seinen beiden Schwestern, Mr. Darcy und dem Ehemann der letzteren, Mr. Hurst, zum ersten Ball, statt wie im Film nur mit Caroline und Darcy.
Elizabeth erfährt im Film nur durch Lydia von Darcys Hilfe bei ihrer Hochzeit mit Wickham, während sie im Roman bei ihrer Tante Mrs. Gardiner nachhakt, die ihr einen langen Brief darüber schreibt, welch große Rolle er wirklich in der Angelegenheit gespielt hat.
Die nächsten großen Unterschiede sind in Darcys Anträgen zu erkennen. Im Film macht er Lizzy seinen ersten Heiratsantrag im Regen, im Roman besucht er sie im Pfarrhaus der Collins’ und macht ihr auch dort den Antrag. Seinen zweiten Antrag macht er ihr, während sie sich bei einem Morgenspaziergang begegnen. Im Roman macht er ihr diesen Antrag zwar auch während eines Spaziergangs, allerdings am helllichten Tage. Bingley bringt Darcy nach Lady Catherines Besuch mit nach Longbourn. Schließlich begeben sich Bingley, Jane, Lizzy, Darcy und Kitty auf einen Spaziergang. Sie werden schnell von Jane und Bingley zurückgelassen, da diese für sich sein wollen, und Kitty besucht auf dem Weg eine Freundin, sodass Lizzy und Mr. Darcy alleine sind. Diese dankt ihm dann für seine selbstlose Hilfe in Lydias Angelegenheit, woraufhin er Elizabeth erklärt, dabei nur an sie gedacht zu haben, und ihr erneut seine Liebe gesteht und seinen Antrag wiederholt.
Der Film endet damit, dass Mr. Bennet Lizzy und Darcy seinen Segen gibt, beziehungsweise in der US-Fassung damit, dass man Lizzy und Darcy auf Pemberley sieht. Der Roman beschreibt ihr verheiratetes Leben und auch das der restlichen Familie Bennet nach den Hochzeiten etwas genauer. Dabei wird beispielsweise erzählt, dass die beiden Lydia und Wickham in Geldangelegenheiten unterstützten, Lydia besuchte sie sogar gelegentlich. Mit Jane und Bingley pflegten sie weiterhin regen Kontakt und eine sehr freundschaftliche Beziehung. Elizabeth und Georgiana wurden enge Freundinnen und Lady Catherine verzieh Darcy irgendwann seine unstandesgemäße Heirat. Auch zu den Gardiners, Lizzys Onkel und Tante, hatten sie ein sehr gutes Verhältnis.

## Kritiken
- Jessica Winter lobte in The Village Voice die Arbeit der Schauspieler.[12]
- Peter Travers lobte in Rolling Stone das Drehbuch und Keira Knightley.[13]
- film-dienst 21/2005: Eine muntere, letztlich jedoch eher belanglose Literaturadaption, die den komödiantischen Aspekt des Stoffes in den Vordergrund stellt und die gesellschaftskritische Schärfe der Vorlage ein wenig verwässert.
- Andreas Kilb in FAZ.NET am 20. Oktober 2005: Mit Joe Wrights Verfilmung von Stolz und Vorurteil, die man nach all den Fernsehfilmen (…) mit einigem Mißtrauen erwarten durfte, verhält es sich nun so, daß sie nicht nur kein steifer Kostümfilm ist, sondern ein kleines Wunder. Ein Wunder an Geschmack in Ausstattung und Kulisse, an Geschick bei der Besetzung der Rollen, an erzählerischer Ökonomie.[14]

## Premiere und Auszeichnungen
Der Film feierte am 11. September 2005 seine Premiere beim Internationalen Toronto Film Festival. Am 16. September kam er im Vereinigten Königreich und Irland in die Kinos.
Bei der Oscarverleihung 2006 war der Film in den Kategorien Bestes Szenenbild, Beste Filmmusik und Bestes Kostümdesign und Keira Knightley als Beste Hauptdarstellerin nominiert. Diese musste sich allerdings Reese Witherspoon (Walk the Line) geschlagen geben. Keira Knightley und der Film waren 2006 für den Golden Globe Award nominiert.
Joe Wright gewann 2006 den BAFTA Award. Es gab vier weitere Nominierungen für diesen Preis, darunter für Brenda Blethyn und Deborah Moggach. Der Film gewann 2006 in zwei Kategorien (darunter als bester britischer Film) den Empire Award und erhielt zwei weitere Nominierungen (Keira Knightley, Joe Wright).
Die Deutsche Film- und Medienbewertung FBW in Wiesbaden verlieh dem Film das Prädikat besonders wertvoll.